# 佐藤泰三
佐藤 泰三（さとう たいぞう、1924年（大正13年）4月15日 - 2013年（平成25年）1月21日）は日本の政治家。自由民主党元参議院議員（3期。津島派）。医師（産婦人科）。

## 経歴
- 1924年4月　千葉県夷隅郡上野村（現・勝浦市）に生まれる。
  - 父は上野村長を経て勝浦市議会議員を務めた人物。
- 1948年3月　私立岩手医学専門学校卒業。
- 1949年7月　川口市民病院（現・川口市立医療センター）産婦人科勤務。
  - 産婦人科副部長・川口市医師会役員を務める。
- 1957年11月　川口市民病院を退職。川口市内に医療法人社団泰仁会を設立し、理事長。佐藤産婦人科病院を開業し、院長。
  - 日本大学医学博士となる。
- 1976年4月　川口市医師会長。
- 1986年　埼玉県医師会副会長。
- 1987年5月　特別養護老人ホームさざんかの郷理事長。
- 1999年　埼玉県医師会顧問。
- 2013年1月21日、腎不全のために死去[2]。88歳没。

- このほか日本医師会代議員・埼玉県済生会理事・埼玉県レクリエーション協会会長・岩手医科大学理事を務めた。
- 埼玉県の医療・福祉の指導者の一人。埼玉県立がんセンターの設立・運営に参画するなど、埼玉県の医療行政にも関わった。

## 政歴
- 1971年4月　川口市議会議員に初当選（自由民主党公認）。
- 1975年4月　埼玉県議会議員に初当選（南2区（川口市）選出。自由民主党公認）。
- 1979年4月　埼玉県議会議員に2選。
- 1983年4月　埼玉県議会議員に3選。
- 1986年3月　埼玉県議会副議長[3]。
- 1987年4月　埼玉県議会議員に4選。
- 1990年6月　埼玉県議会議長[4]。
- 1991年4月　埼玉県議会議員に5選。
  - 県議時代は自民党埼玉県連幹事長・埼玉県議会自民党県議団長などを務める。
- 1992年7月　第16回参議院議員通常選挙に立候補し初当選（埼玉県選挙区・自由民主党公認）。369523票。竹下派に所属。
  - 埼玉県選挙区は土屋義彦（元参議院議長）が埼玉県知事選挙出馬のため参議院議員を辞職したことに伴う補欠選挙が通常選挙と合併で行われ、土屋の後継者として立候補。補欠枠（第3位）で当選。
  - 当時68歳で、国会議員の中では最も高齢で中央政界入りした議員の一人であった。
  - 50歳を超えてから初当選した自民党国会議員の会「クローニンの会」（知命立志会、会長は福田康夫）に所属。
- 1995年7月　第17回参議院議員通常選挙に立候補し第2位で2選。401053票。
- 1996年1月　北海道開発政務次官。
- 1997年　党副幹事長。
- 1998年　党政調脳死生命倫理及び臓器移植調査会長。
- 1999年8月　参議院文教科学委員長。
- 2001年7月　第19回参議院議員通常選挙に立候補し第1位で3選。704496票。
  - 本人は一貫して3選出馬の意向が強かったものの、77歳という高齢であったため、当初引退かとの観測が流れる。平成研究会所属であったため党執行部の支援が鈍ると予想される中、自民党埼玉県連には出馬に難色を示す幹部も現れ、公認申請が遅れた。事態収拾のため県連幹部が辞任する一方で別の県議が後継出馬の意思を示唆。更に衆議院自民党埼玉4区支部長の早川忠孝や元アメリカ政府商務官で自民党員の小川卓也が無所属で立候補（いずれも落選）するなど紆余曲折があった。しかし当時の小泉純一郎首相の人気などによる自民党への追い風ムードや医療関連諸団体の強い後押しもあり、出遅れたものの公認を得て、立候補に踏み切った。結果、70万票を超える高得票を記録し、参議院選挙では初めてトップ当選を果たした。
  - 立候補に際し、小泉総理に倣って派閥を離脱するとの意思を示唆したが、当選後は派閥に留まった。
- 2001年　国土審議会特別委員（首都圏整備分科会）
- 2002年　行政監視委員会理事・党総務・党政調北海道開発委員長・党人事局長。
- 2004年9月　国土交通副大臣。
  - このほか参議院懲罰委員会理事・内閣委員会・沖縄及び北方問題に関する特別委員会・憲法調査会各委員・自由民主党党紀委員・党政調審議委員・党社会保障制度調査会顧問を歴任。
  - 神道政治連盟国会議員懇談会・みんなで靖国神社に参拝する国会議員の会所属（ほぼ毎回本人が靖国神社の春期例大祭に参列・終戦の日に参拝を行う）。
  - カトレア会（医師資格保有議員及び医系議員の連盟）所属。日本医師連盟推薦議員。選挙・政治活動は医師会・歯科医師会・薬剤師会・看護婦会・助産婦会など医療関連諸団体が一致して支援した。
- 2007年7月　高齢のため政界引退。

## 政策
- 専門は医療行政・福祉政策等。産婦人科医であることから少子化問題にも取り組む。また自身が高齢のため老人福祉問題にも取り組む。
- 県議出身であるため、県政とのパイプ役を自認していた。

## 引退後
- 2007年11月　旭日重光章受章。

## 家族・親族・エピソード
- 出身地上野村は無医村で村民は不安・不便を強いられ、村長であった父は大変苦労していた。「医者になって村に診療所を開いて欲しい」という両親の希望で医師を志す。
- 大学卒業後は周囲の要望もあり、当時鋳物工場に職を得た戦地からの復員者や大陸からの引揚者とその家族等が集中し医師が不足していた川口市へ。
- 川口市医師会役員の時、労使問題と経営難に悩んでいた川口医師会病院問題に取り組む中で、当時の大野元美川口市長から市議選出馬・政界入りを勧められる。
- 孝子夫人との間に三男一女、孫もいる。長男・次男・三男は全員医師となり、長女は大学教授に嫁いだ。
- 千葉県出身の森コンツェルン創業者森矗昶一族は遠縁。衆議院議員森清（元総理府総務長官）・清の兄森曉、清の義弟三木武夫、清の弟森美秀・英介父子はいずれも親族。参議院議員長田裕二（元参議院議長。夷隅郡上野村出身）も縁戚に当たる。
- 趣味は囲碁。

## 著書
- 『ドクター政務次官』　1997年6月　講談社出版サービスセンター　ISBN 4876014027
  - 北海道開発政務次官就任を期に上梓。自身の半生と政治活動を綴り、政策を論じた著書。